# Севрюково (метеорит)
Севрюково — метеорит-хондрит весом 100695 грамм.
Это единственный метеорит, найденный на Белгородчине, упал 11 мая 1874 г. на село Севрюково. Это был центнер обыкновенного хондрита — камня, состав которого полностью повторяет химический состав Солнца (кроме лёгких газов). Сейчас главная масса «пришельца» хранится в Музее природы ХНУ им. Каразина, а в каталогах метеоритов так и называется — «Севрюково».